# Ericeia pampoecila
Ericeia pampoecila là một loài bướm đêm trong họ Erebidae.